# Kovács Zsigmond (festő)
'KovZsi' Kovács Zsigmond(Jászberény, 1976. december 24. –) magyar karikaturista, festőművész, előadóművész. Balkezes.

## Élete
A szegedi Tömörkény István Gimnáziumban érettségizett 1995-ben a kerámia szakon. Tuza László és Sík Olga tanítványa. 2003-ban a Magyar Iparművészeti Egyetemen szerzett porcelántervezői diplomát. A jászberényi Hamza Studio tagja. Szegeden élt 2021 februárig, majd Jászberénybe költözött. Főként karikaturistaként dolgozik. 4 gyermek apja.

## Guinness-rekord
2008. február 19-én a szegedi Kőrösy József Gimnáziumban Kovács Zsigmond beállította a karikatúra-rajzolás Guinness világrekordját.

## Főbb kiállításai
- 2009 Zsombó
- 2008 Jászberény (Hamza Studio, Úton)
- 2003 Jászberény (Hamza Studio, Tánc)